# تسیترسهایم
تسیترسهایم (به فرانسوی: Zittersheim) یک کمون در فرانسه با جمعیت ۲۵۰ نفر است که در Canton of La Petite-Pierre واقع شده‌است.